# Ayenia ovata
Ayenia ovata är en malvaväxtart som beskrevs av William Botting Hemsley. Ayenia ovata ingår i släktet Ayenia och familjen malvaväxter. Inga underarter finns listade i Catalogue of Life.